# Stefan Centomirski
Stefan Centomirski, ps. Sybirak (ur. 1 stycznia 1928, zm. 3 lipca 2011) – artysta malarz, członek Związku Polskich Artystów Plastyków. Twórczość swą poświęcił męczeństwu Polaków na wschodzie.

## Życiorys
Urodził się w pobliżu Kamieńca Podolskiego w polskiej rodzinie szlacheckiej, posługującej się herbem Leliwa. W 1936 roku w wyniku deportacji został z rodzicami zesłany na Syberię. Spędził tam dwanaście lat Jego ojciec zginął w Gułagu. Artysta przyjął pseudonim Sybirak jako symbol wieloletniego zesłania na „nieludzką ziemię”. Po śmierci Stalina rozpoczął studia w Instytucie Plastycznym w Moskwie, gdzie zdobył dyplom magistra sztuki.
Twórczość Centomirskiego koncentrowała się na martyrologii Polaków na Wschodzie Przez wiele lat ukrywał swoje obrazy. Sytuacja polityczna uniemożliwiała ich publiczne wystawianie.
Po upadku komunizmu i przyjeździe do Polski w 1990 roku, rozpoczęło się nowe życie artysty. Przez 40 lat jego twórczość pozostawała nieznana, aż do wystaw „Przetrwali” w Warszawskim Domu Polonii i „Jesteśmy” w Zachęcie, po których jego prace zaczęły zdobywać uznanie. Po tych wernisażach o jego twórczości natychmiast zrobiło się głośno i pojawiły się pierwsze recenzje oraz wywiady w prasie, radiu i telewizji. Obecnie publikacji jest już ponad 200.
W ciągu pięćdziesięciu lat Centomirski stworzył ponad tysiąc prac, oraz dziesiątki cykli obrazów poświęconych istotnym wydarzeniom w historii narodu polskiego w XX wieku. Jego dzieła były eksponowane na setkach wystaw zarówno w Polsce i za granicą, m.in. w Warszawie, Krakowie, Łodzi, Gdańsku, Ustce, Sopocie, Białymstoku oraz w Moskwie, Paryżu, Madrycie, Sewilli i Marsylii.
Artysta aktywnie uczestniczył w wystawach swoich prac. Miał ich około 100 – w tym 35 indywidualnych. Jego prace na stałe pojawiły się w zbiorach 20 europejskich muzeów m.in. w Muzeum Narodowym i Muzeum Niepodległości w Warszawie, Muzeum Historycznym i Muzeum Wschodu w Moskwie, Muzeum Adama Mickiewicza w Paryżu oraz w ponad stu prywatnych kolekcjach na całym świecie.

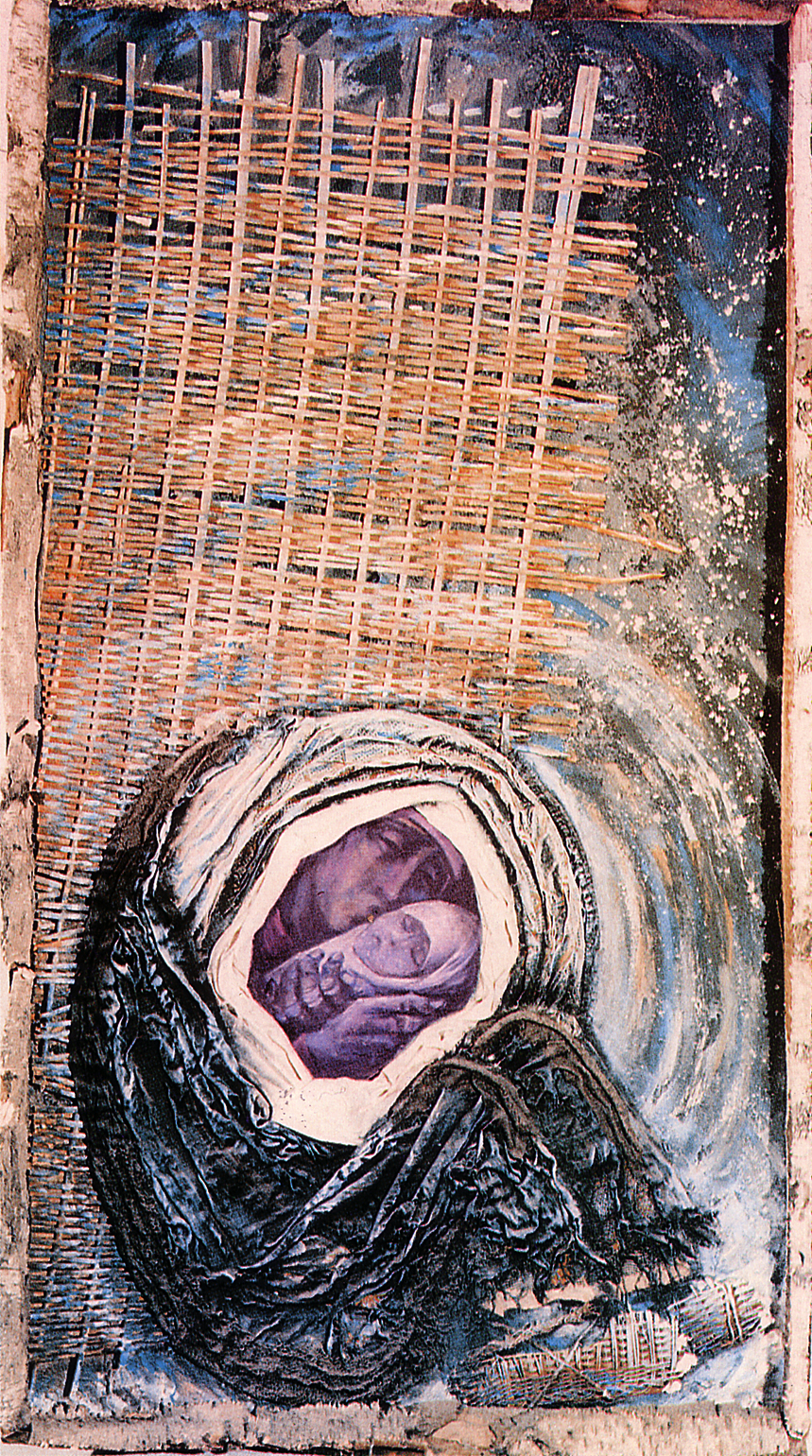
Chłopska Madonna

### Dzieciństwo na Wołyniu
Urodził się w 1928 roku w polskiej rodzinie szlacheckiej (h. Leliwa) na Kresach, koło Kamieńca Podolskiego na ziemiach, które przed rozbiorami należały do Polski. Utkwiły mu w pamięci malownicze widoki miasta-twierdzy, z licznymi kościołami, klasztorami i cerkwiami, oraz opowieści babci Antoniny, która dzieliła się z nim wspomnieniami o Polsce.
Gdy miał pięć lat (1935 rok), władze sowieckie wyrzuciły babcię z domu. Zapamiętał ją siedzącą pod płotem, bo podczas przeszukania nie pozwolono im wejść do chaty. Po latach uwiecznił to wydarzenie na obrazie „Chłopska Madonna”. Polska chłopka została uznana przez radzieckie władze za kułaczkę i wroga ludu, po czym zesłano ją na Sybir.

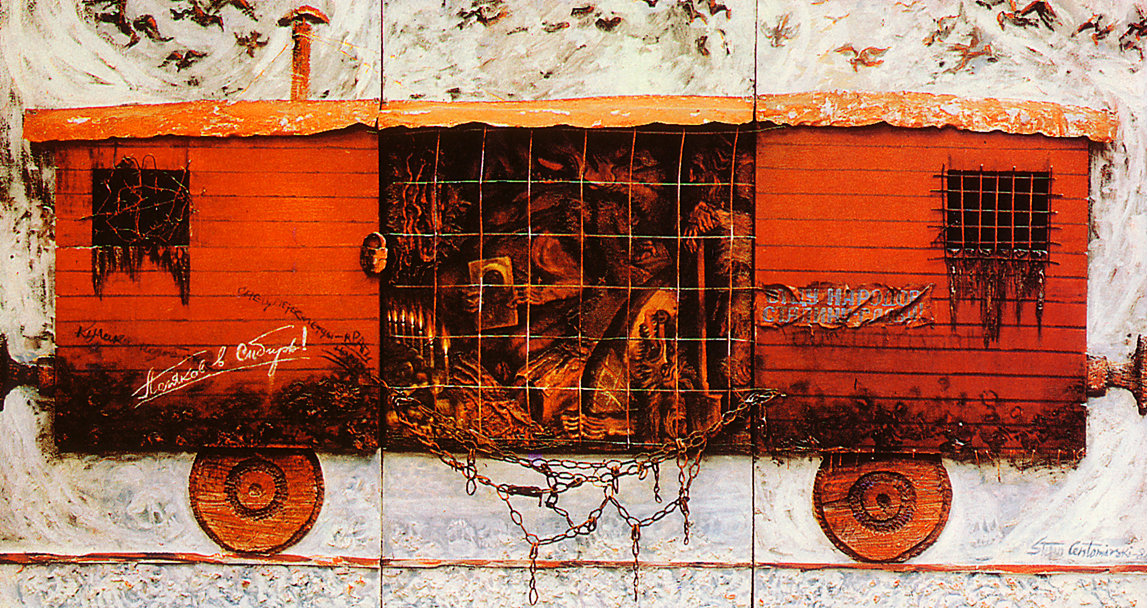
Polaków na Syberie, 1986

### Pobyt na Syberii
W 1936 roku został deportowany do północnego Kazachstanu, kiedy to ludność polska była masowo wywożona z Ukrainy Zachodniej. Był to okres straszliwego wielkiego terroru zorganizowanego przez Stalina.

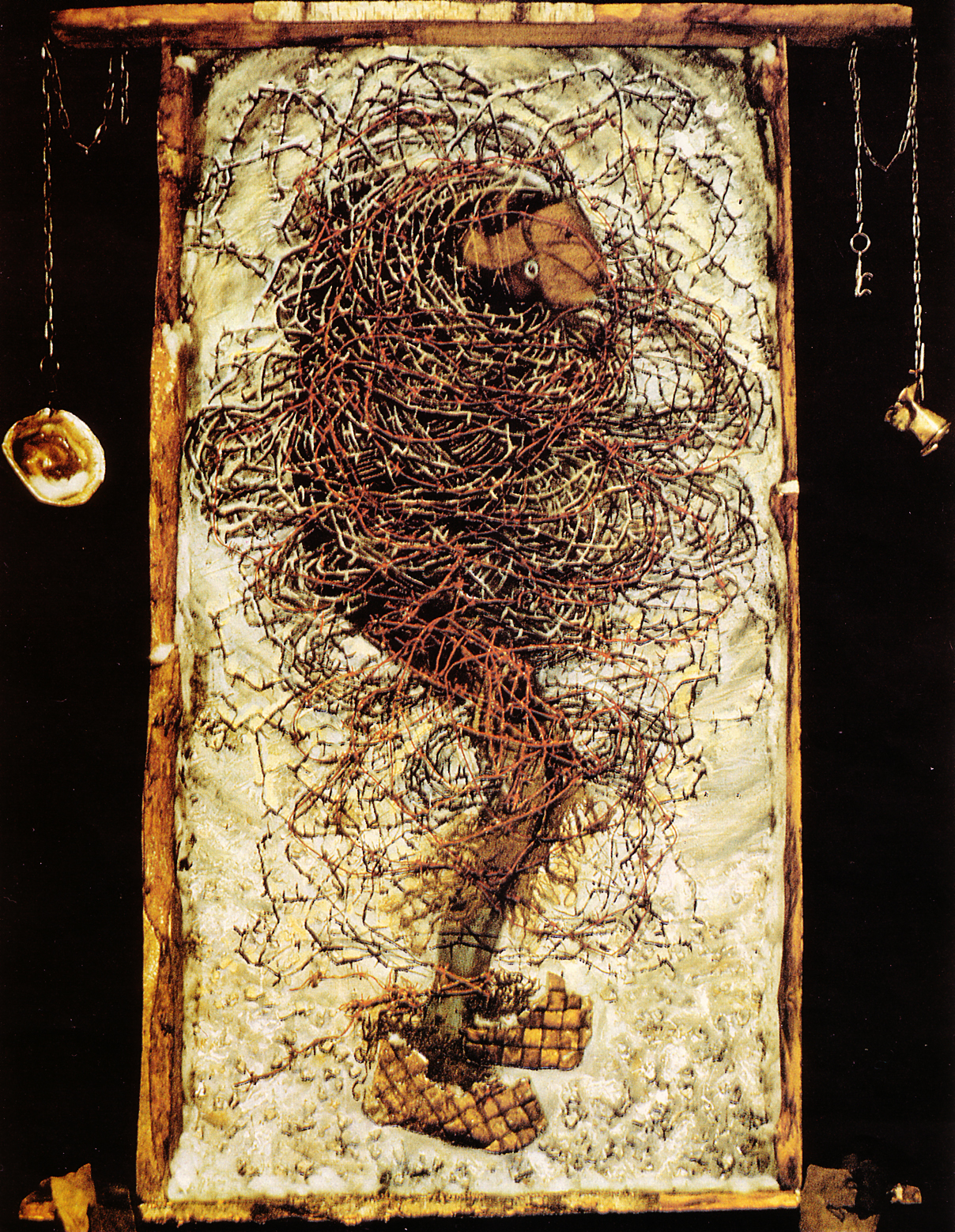
Gulag, 1971

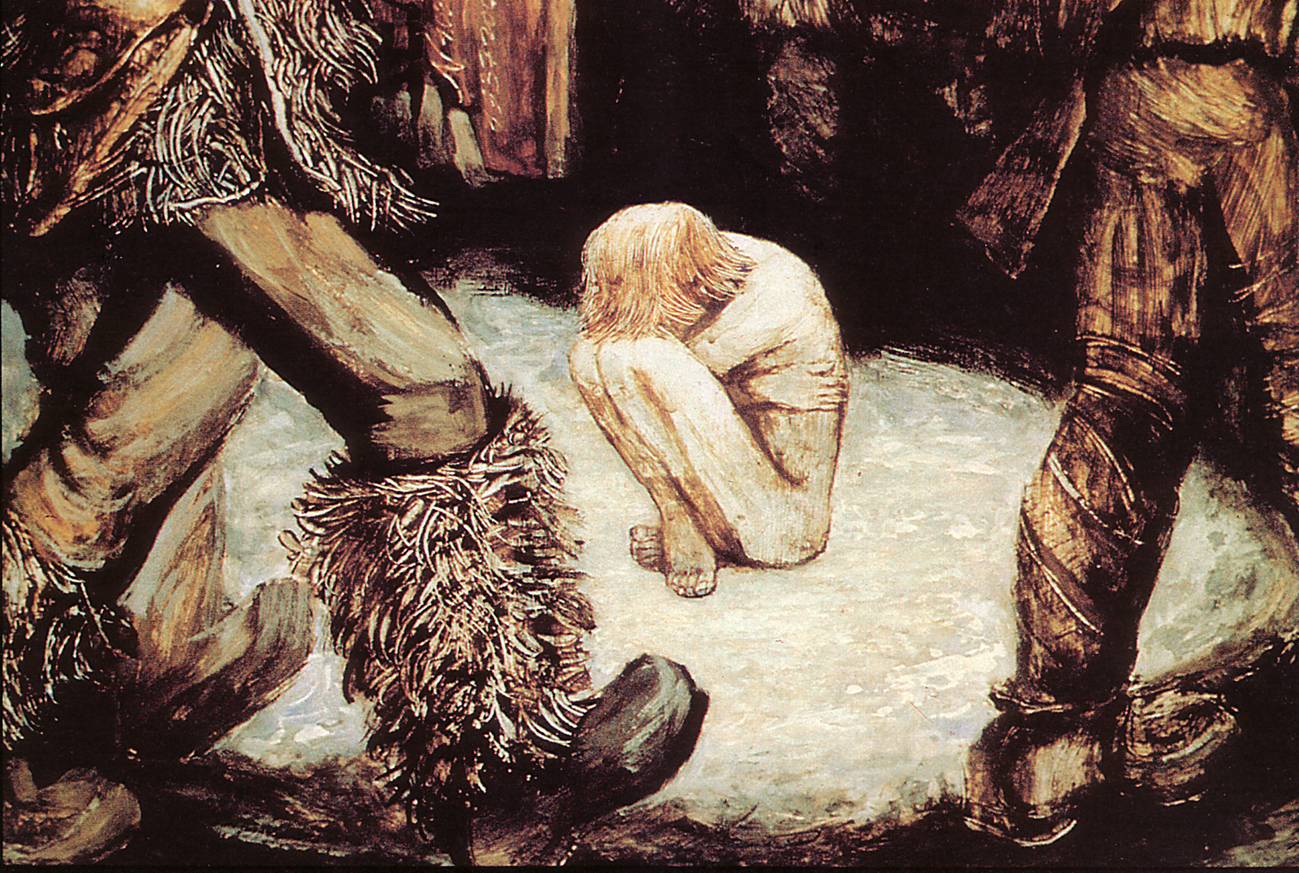
Stado.Cykl bezgłowi, 1960

„W takim bydlęcym wagonie w 1936 roku jechałem z rodzicami bardzo długo. Mama opowiadała, że trwało to ponad miesiąc, ale dla mnie, ośmioletniego chłopca, wydawało się to niemal wiecznością.” – tak artysta opisuje wywózkę oraz genezę powstania swojego symbolicznego obrazu „Polaków na Syberię!”.
Nowy dom, który zbudował jego ojciec, był malutki i bardzo niski, w nim rodzina musiała zmagać się z trudnościami, ale Stefan cieszył się, że są razem. We wrześniu 1939 roku, ojciec Stefana – Piotr Centomirski za reakcję na wkroczenie Armii Czerwonej do Polski został aresztowany przez NKWD. Stefan zapamiętał ostatnie słowa ojca: „Nie damy się, chłopcze, jeszcze Polska…”. Zostały mu po nim tylko okulary – upadły w błoto, a enkawudziści nie pozwolili ojcu ich podnieść. Piotr osadzony w obozie w Pietropawłowsku, głodzony i bity, w ciągu dwóch tygodni stracił wszystkie zęby.
Stefan zachował ojcowskie okulary oraz przekonanie, że ojczyznę nosi się w sobie. „Taką filozofię można zniszczyć razem z człowiekiem, ale wyrwać się jej nie da.” Artysta namalował symboliczny portret ojca zatytułowany „Gułag” – przedstawiający człowieka skrępowanego drutem kolczastym. Do obrazu wkleił to co po nim pozostało: czapkę uszankę i okulary. W ten sposób stworzył pomnik dla swojego ojca oraz milionów innych polskich męczenników sowieckiego reżimu. Mogiły Piotra nigdy nie odnaleziono. Został pochowany w zbiorowym grobie. W gułagu codziennie wyrąbywano w zamarzniętej ziemi duże doły, do których wrzucano setki ofiar, a następnie wyrównywano ziemię. Pozostawały tylko ich nazwiska na papierze w archiwum, trzymane w tajemnicy, dopóki socjalistyczny system nie upadł. Symboliczny grób rodziny Centomirskich znajduje się na warszawskich Powązkach, tuż przy kwaterze Sybiraków.

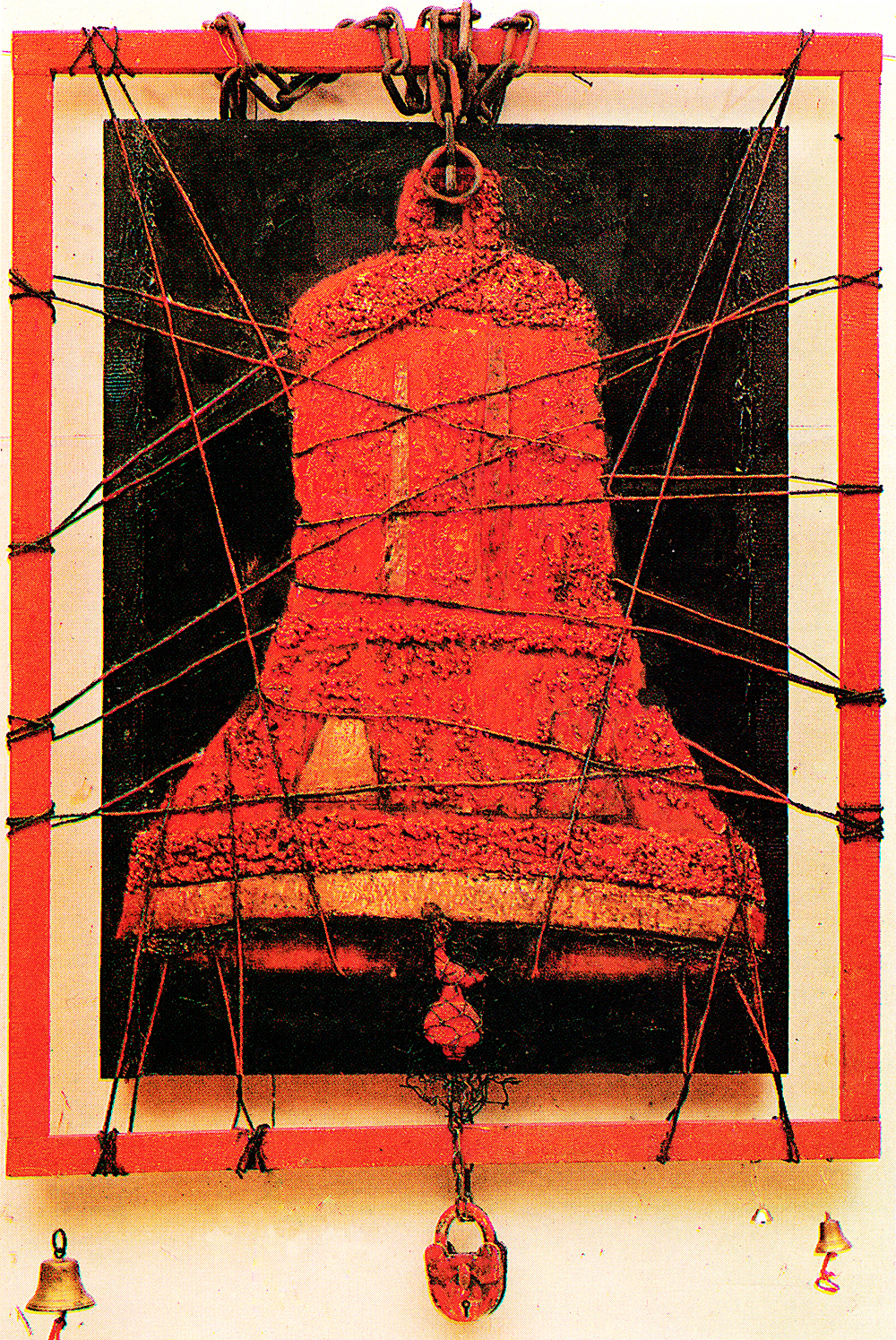
Czerwony dzwon, 1981

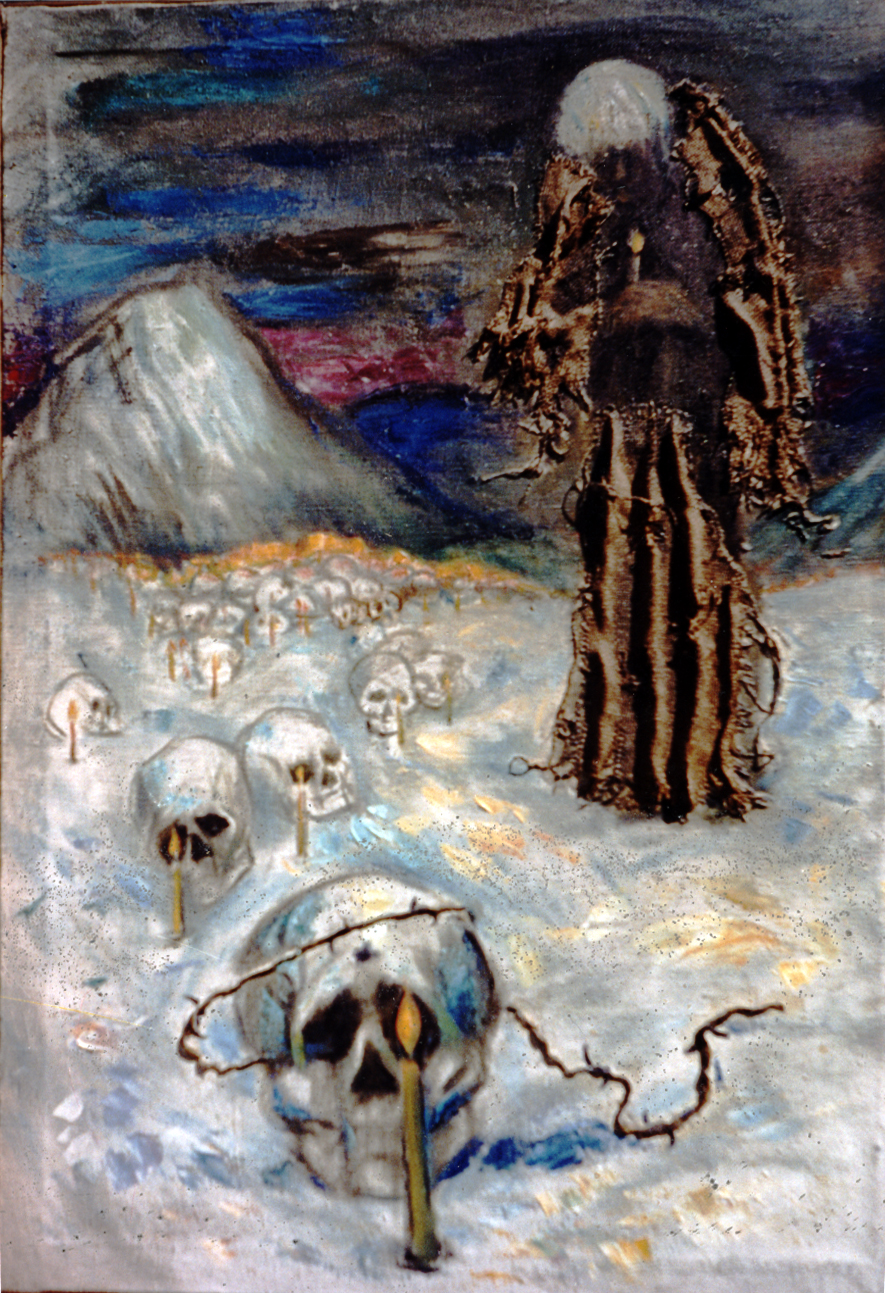
Rekwiem Syberii

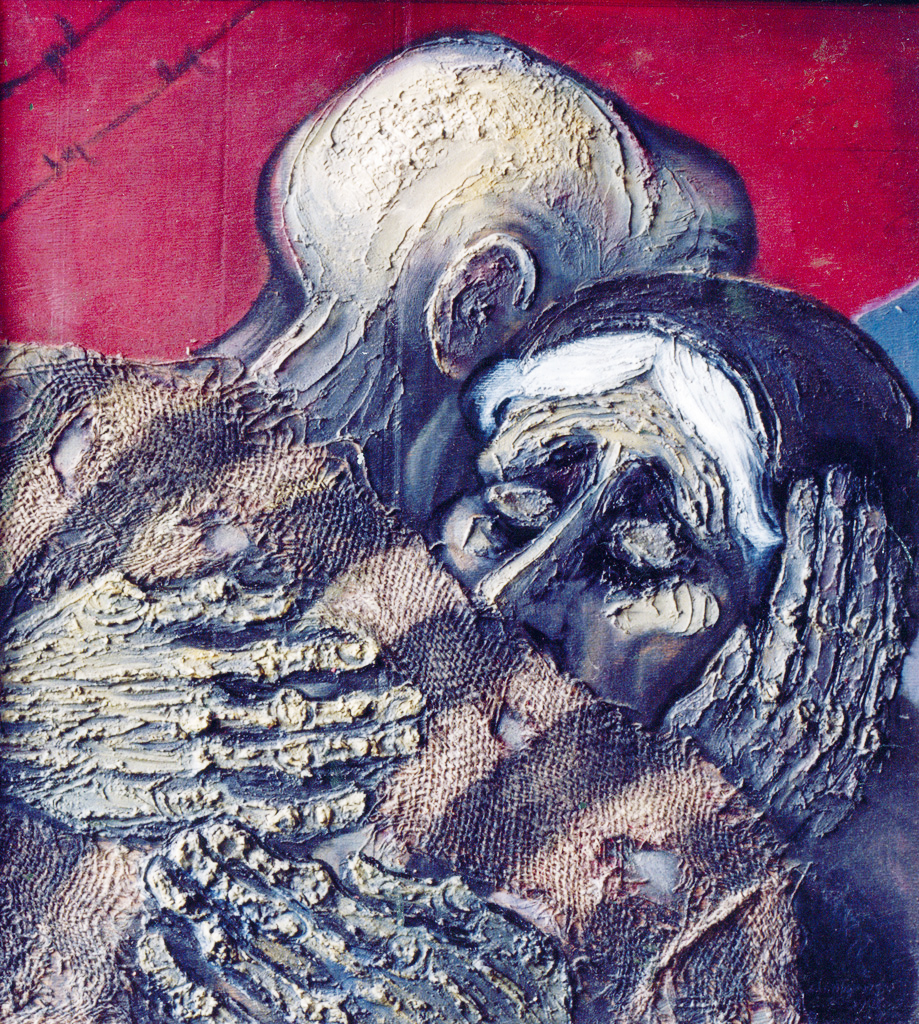
Pożegnanie, 1965

### Twórczość w Moskwie
W erze sowieckiej Stefan Centomirski malował swoje obrazy w moskiewskiej pracowni wyłącznie dla siebie. W obrazach i kolażach z tego okresu zapisywał tragedię swojego dzieciństwa spędzonego na Syberii, w nieprzyjaznej, bezdusznej i lodowatej bieli. Jako dziecko był świadkiem fizycznego i duchowego wyniszczania człowieka w imperium zła. Mówił, że musiał pokonać swoją kondycję „umęczonego człowieka” i zmusić się do twórczości, która najboleśniej szarpała jego serce.

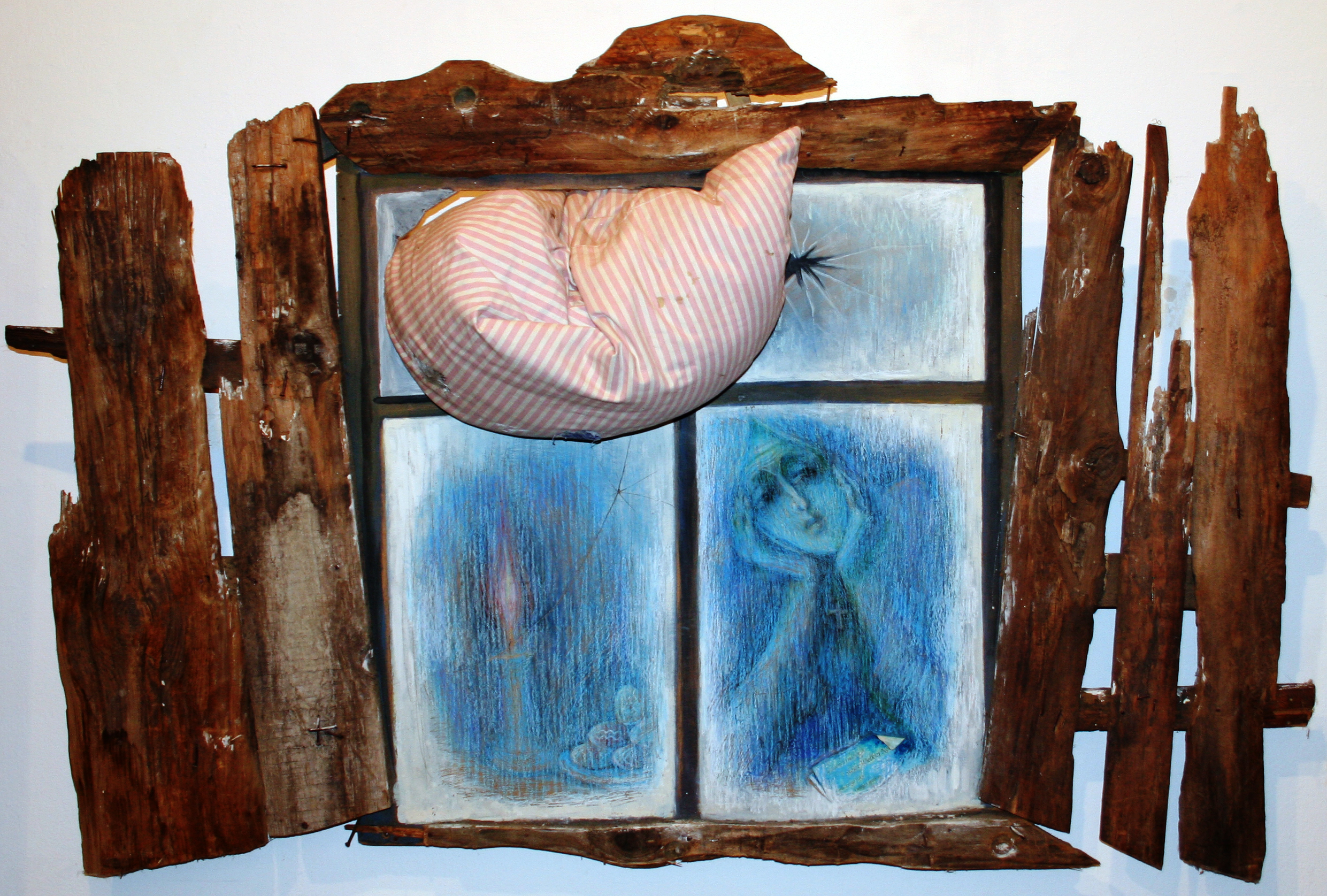
Wieczne oczekiwanie, 1978

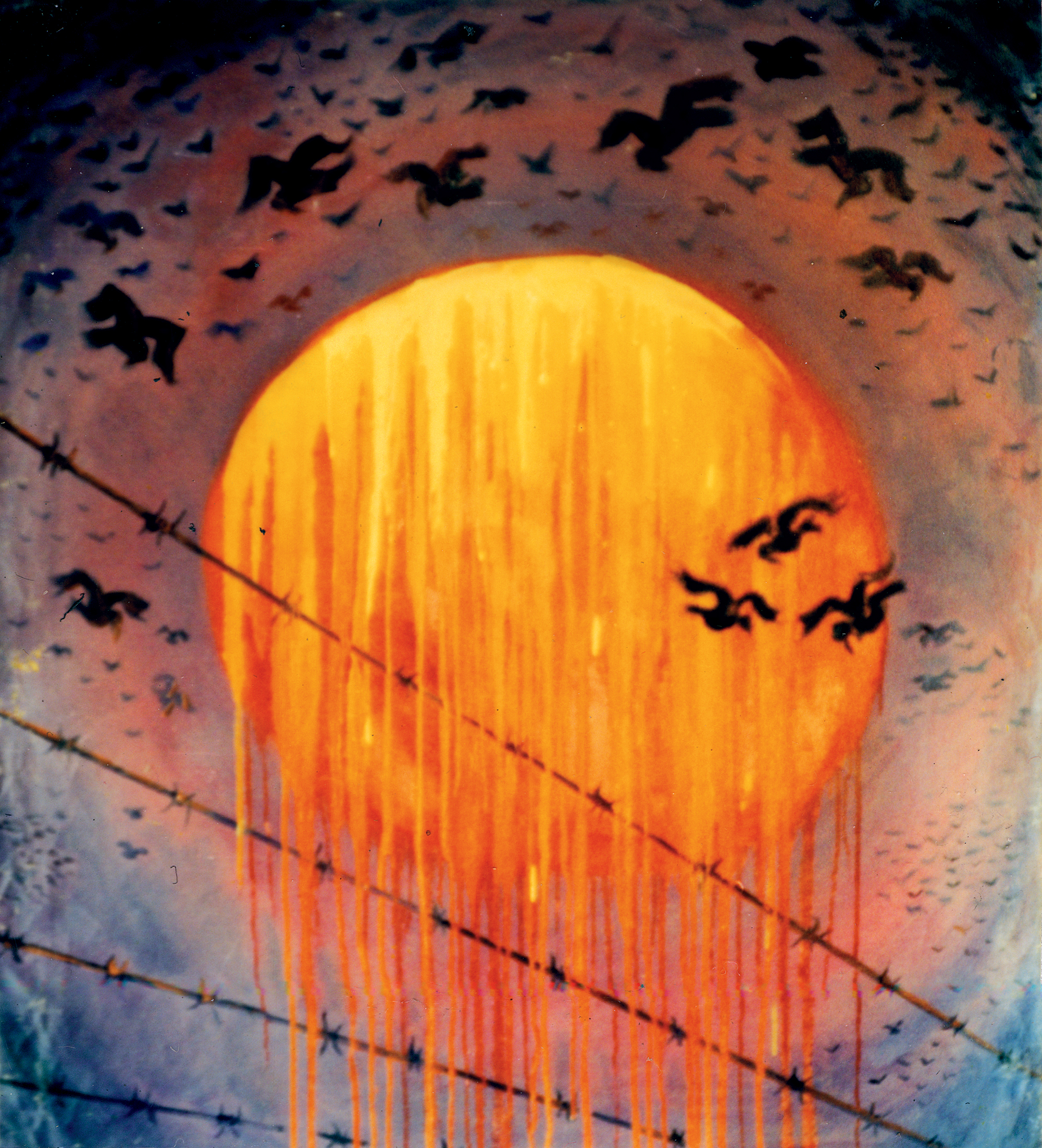
Czerwone słońce GULAGu, 1991

Obrazy malował pośpiesznie, czasem w ciągu jednej nocy, a następnie natychmiast odwracał do ściany, aby nie ujrzały ich niepożądane oczy. Te obrazy były świadectwem, ale ich odwrócenie sprawiało, że stawały się nieme. Dla artysty była to sytuacja beznadziejna – nikt nie widział ani nie doceniał jego dzieł. Dla jego obrazów jednak było to korzystne, ponieważ nabierały one znaczenia jako świadectwo okrutnych czasów.
Artysta stworzył niezliczoną liczbę dzieł poświęconych martyrologii polskich zesłańców na Syberię. Najwymowniejsze z nich, związane z losem narodu polskiego, to obrazy takie jak „Polacy na zesłaniu” czy „Dzwon”, które obrazują grozę systemu totalitarnego. Ich kolorystyka, zdominowana przez czerń i czerwień – kolory cierpienia – miała świadczyć o tragizmie Polaków na Wschodzie, stanowiąc jednocześnie osobistą spowiedź artysty.

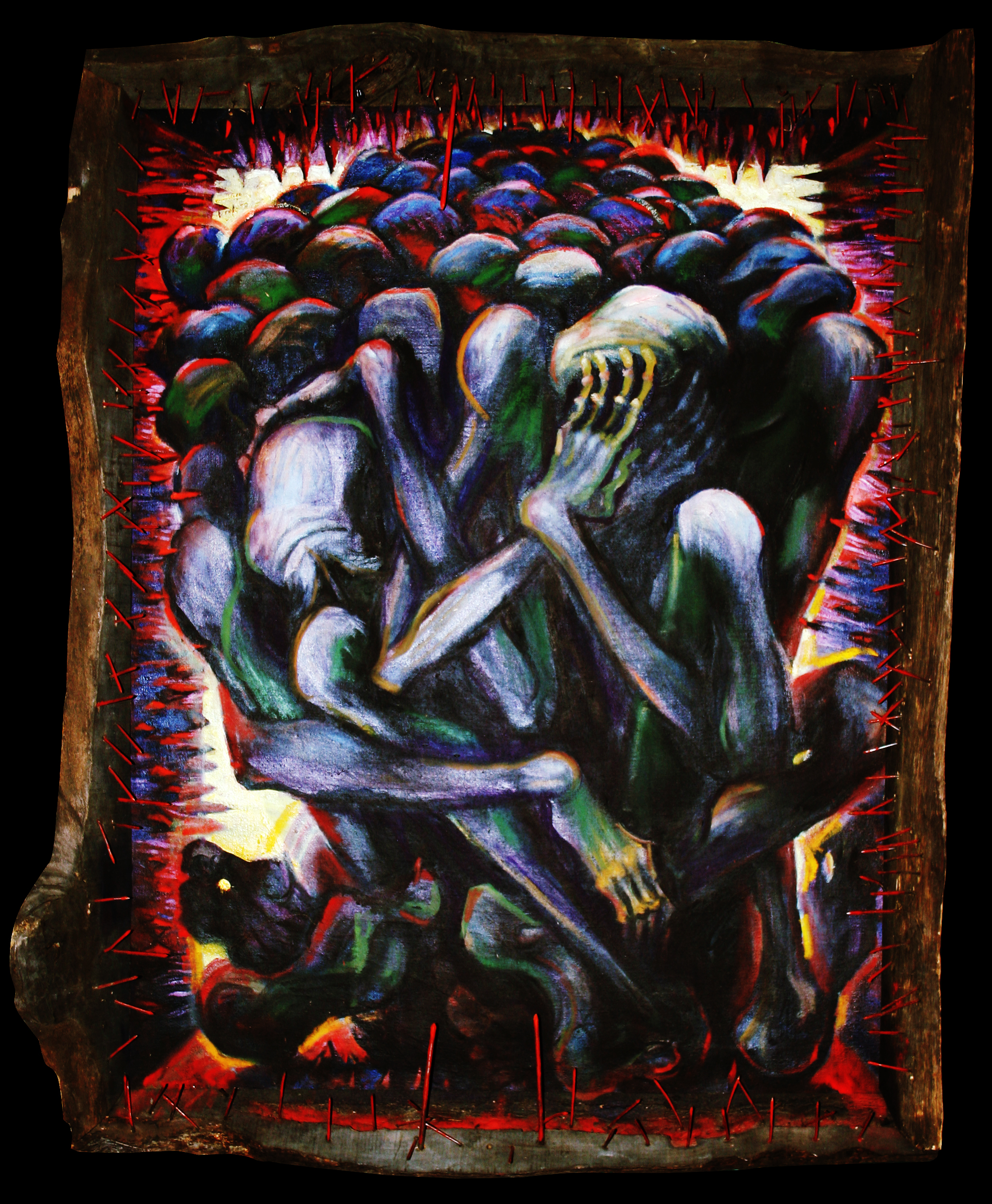
Męczennicy, 1996

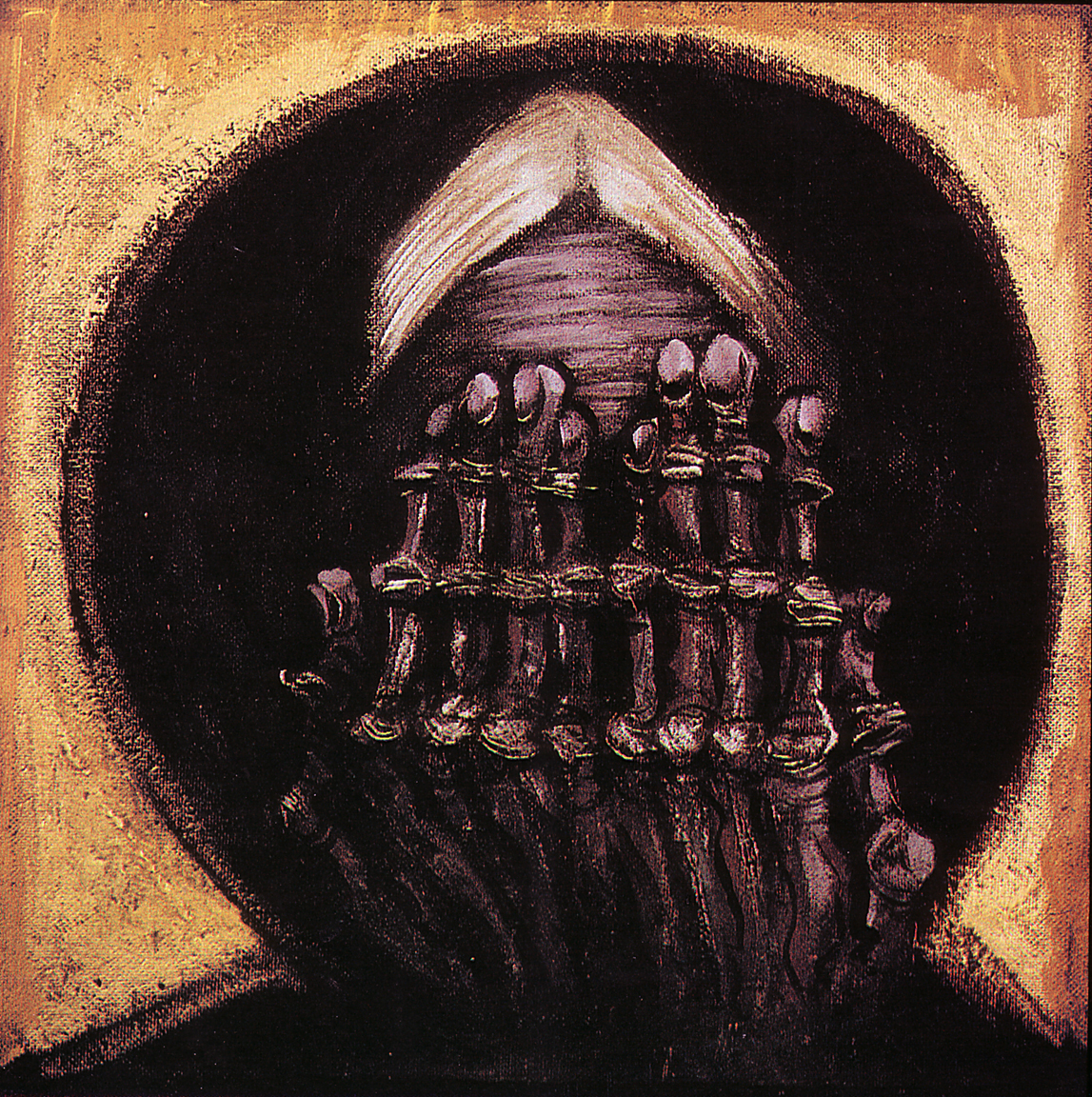
Tarcza i broń matki, 1964

### Działalność po 1989
W roku 1989 do pracowni Centomirskiego w Moskwie przybyli polscy filmowcy. Odbywają się pierwsze spotkania, a ich efektem są reportaże i wywiady. Jeden z nich, autorstwa Stanisława Patera, pokazuje malarza wędrującego po obrzeżach Moskwy i odsłaniającego ukrywane obrazy na których widnieją krzyże i łańcuchy – wizje rozpadającego się świata w cieniu niezniszczalnego Stalina.

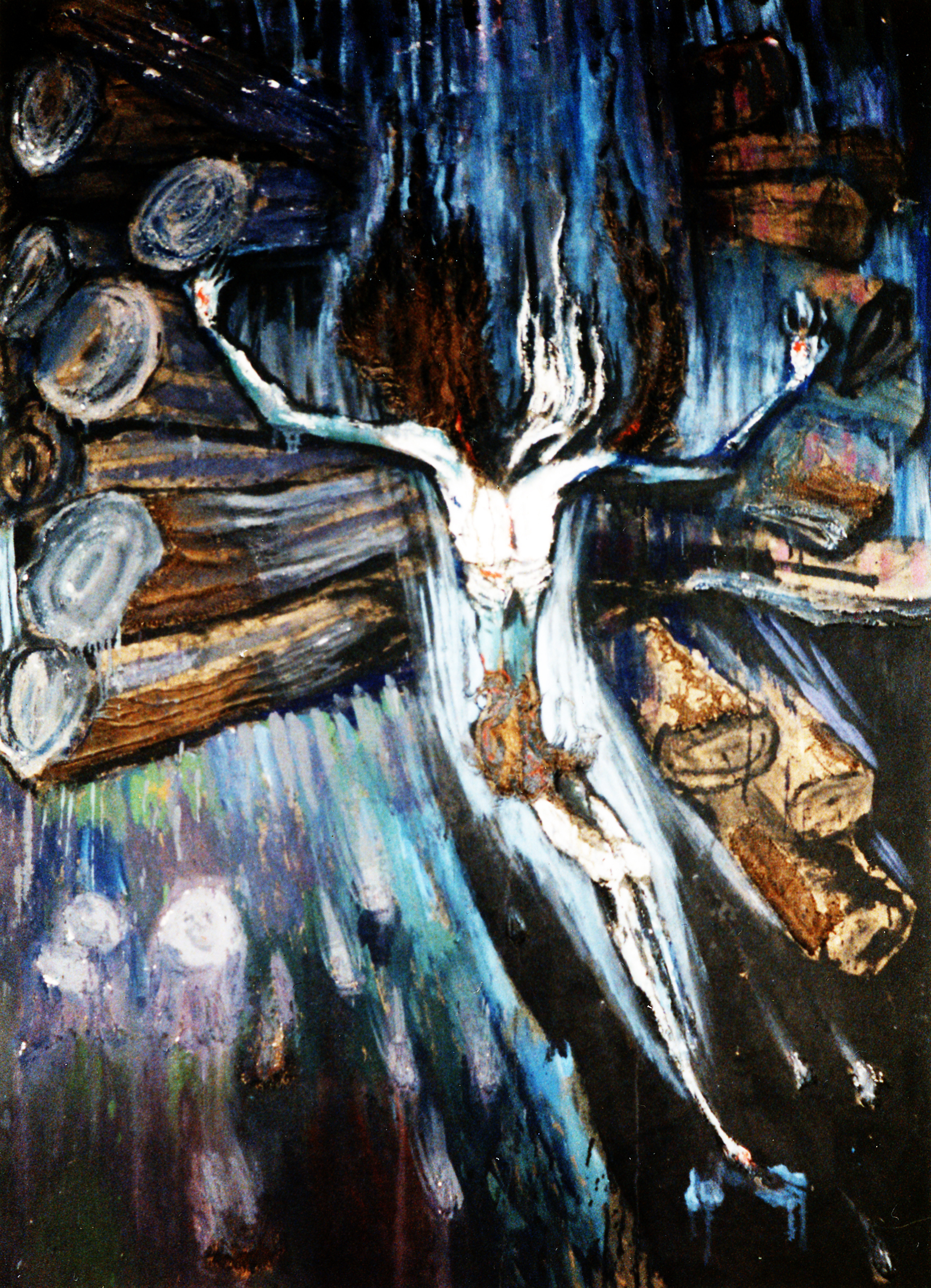
Krucyfiks Syberyjski, 1980

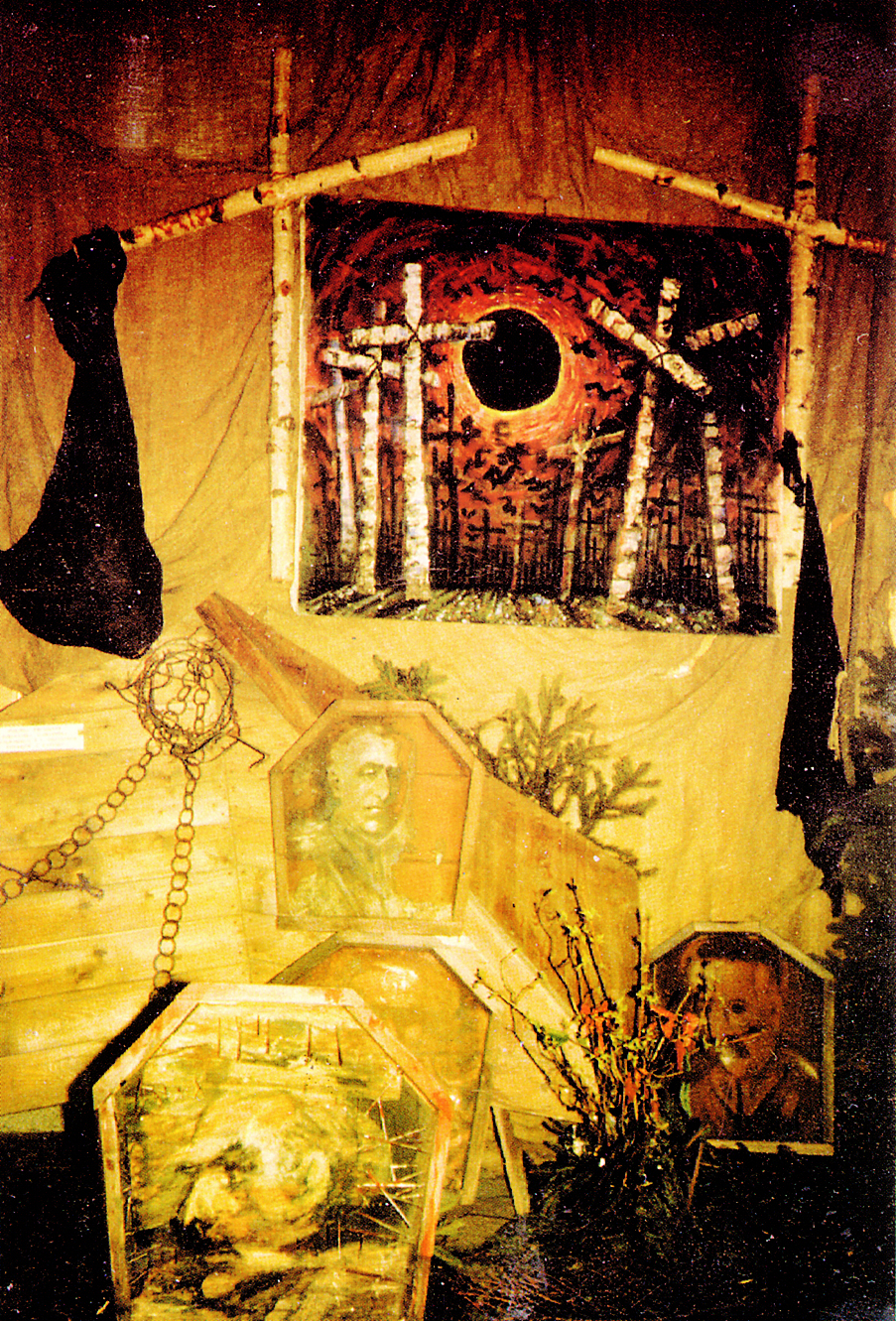
Katyń, 1990

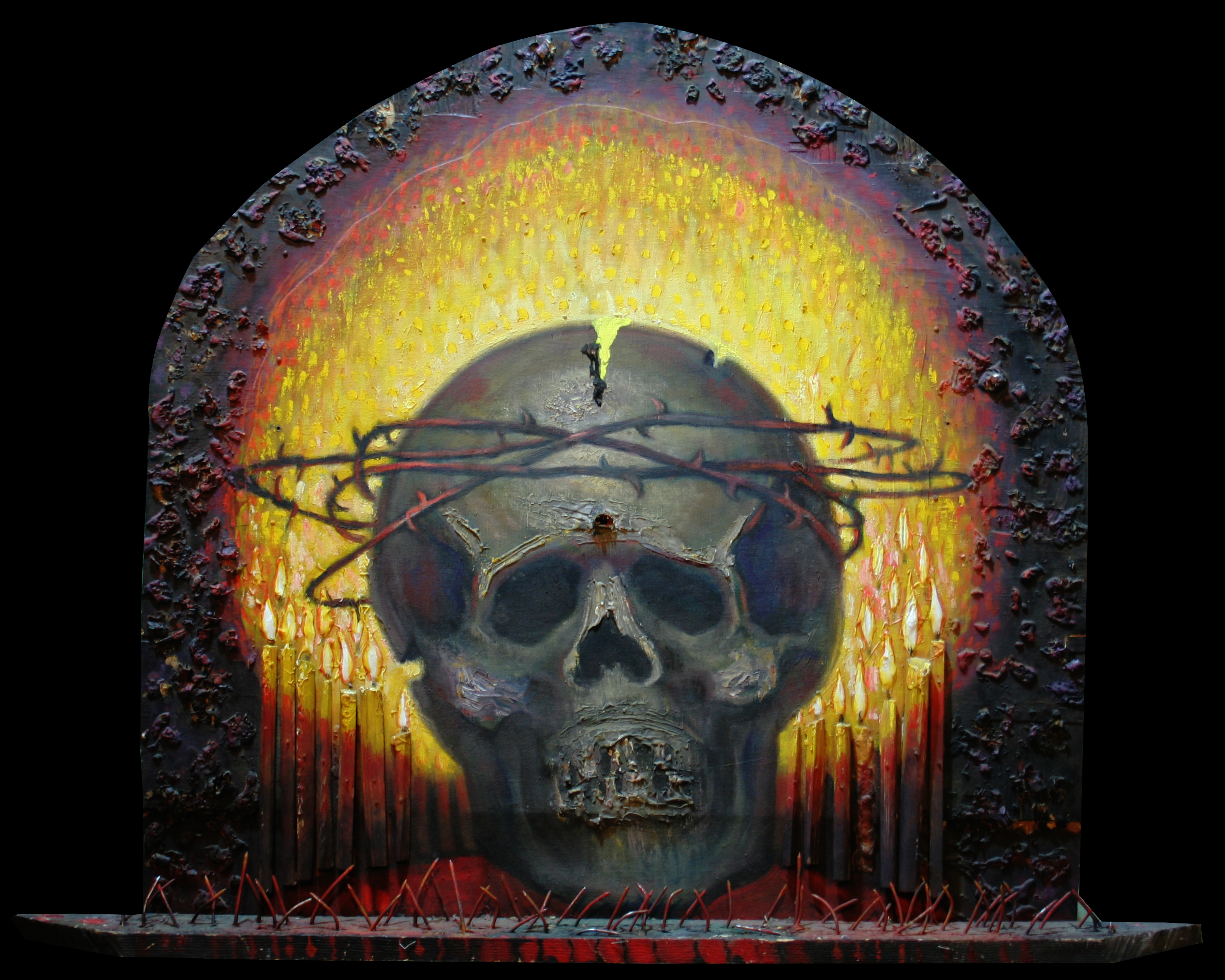
Czaszka

Jego droga do Polski zaczyna się od wizyt Jolanty Wilmy z Uniwersytetu Warszawskiego. Slajdy, które wykonała, zobaczone we „Wspólnocie Polskiej”, otworzyły mu drzwi do ojczyzny po 40 latach. W 1990 roku zaproszono go na wystawę „Przetrwali” w Domu Polonii w Warszawie oraz na wystawę „Jesteśmy” w Zachęcie.
Pierwszy obraz namalowany w kraju, radosny autoportret „Witaj Polsko, szedłem do ciebie 200 lat!”, ukazuje go z ręką wyciągniętą do powitania. Od czasów drugiego rozbioru Polski minęło właśnie 200 lat. Był przedstawicielem wielu polskich rodzin które straciły ojczyznę po rozbiorze Rzeczypospolitej w 1793 roku.
Przyjaciele pomogli zorganizować pierwsze wystawy, które przyciągnęły tłumy, odkryły jego talent. Po wernisażach zyskał popularność, a jego twórczość zaczęła być szeroko opisywana w prasie, radiu i telewizji. Gdy dotarł do prawdziwej ojczyzny, zaczął malować i tworzyć instalacje podsumowujące tragiczne doświadczenia na Wschodzie.

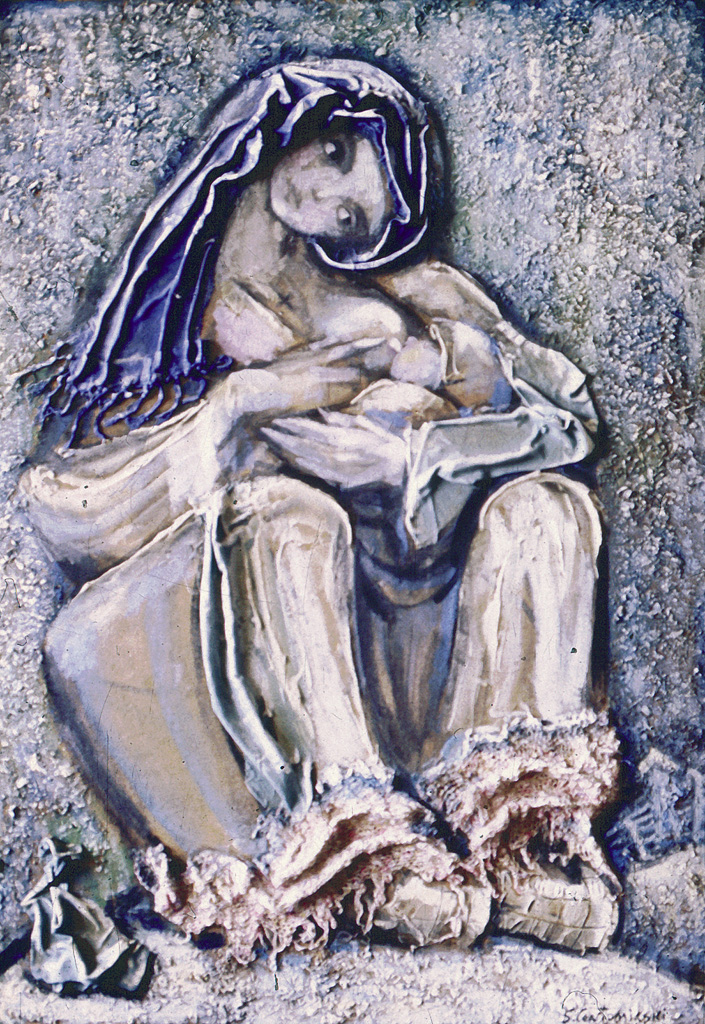
Syberyjska Madonna, 1992

## Twórczość

### Madonny XX wieku
Madonny Stefana Centomirskiego nie wywodzą się z religijnych uniesień, ani z olśnienia sztuką Renesansu, lecz z życia w piekle, które człowiek zgotował innemu człowiekowi. Centomirski również tego doświadczył. Pierwsza „Chłopska Madonna” powstała pięćdziesiąt lat temu. Najpiękniejsze i najbardziej refleksyjne obrazy oraz kolaże Centomirskiego to te z madonnami, takie jak „Modląca się Madonna”, „Syberyjska Madonna”, „Zaśnieżona Madonna” czy „Chłopska Madonna”.
W tych pracach artysta oddaje hołd matkom, które w beznadziei syberyjskiej i tułaczce po gułagach swoją niezłomnością ratowały resztki życia ocalałych. Kobiety te przedstawione są jako madonny z jasną aureolą wokół głowy, ponieważ, jak mówi artysta, „cierpienie je uświęciło i jako święte je przedstawiam”. Z kolei „Madonna Warszawska”, stworzona w latach 90., w czasach wolności, przedstawia młodą, jasnowłosą kobietę z dwojgiem dzieci u piersi, siedzącą szczęśliwie na łące, z promieniami słońca spływającymi z nieba. W tle widnieje panorama miasta oraz wizerunki Piłsudskiego, Karola Wojtyły i wolnego artysty-malarza.
„Madonny XX wieku” to szczególny cykl, w którym intrygujące, barwne wizerunki Bogurodzicy pobudzają do refleksji. Przypominają bardziej Matkę Chrystusową ze średniowiecznych piet niż uśmiechnięte Madonny włoskiego renesansu.

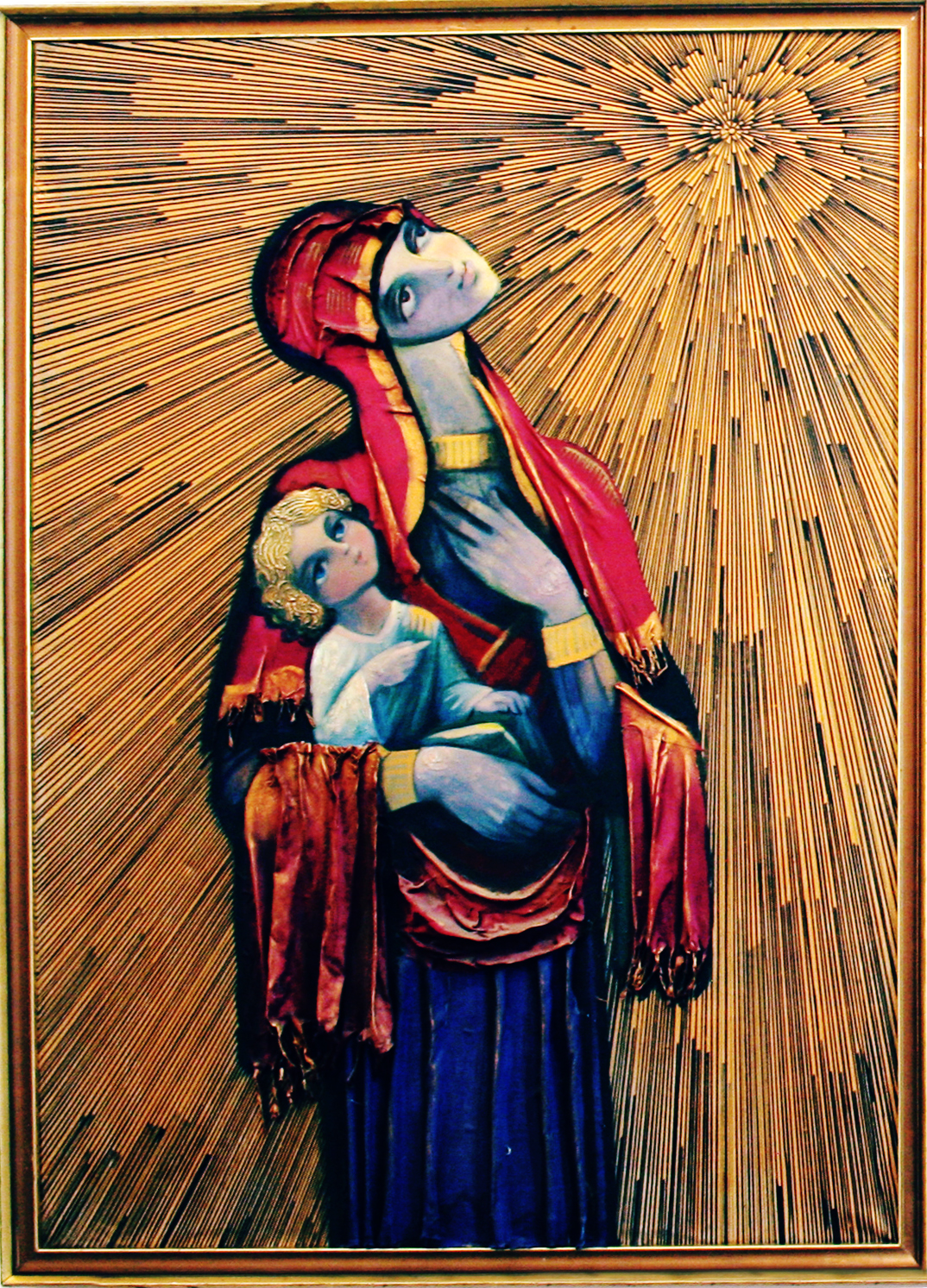
Kosmiczna Madonna, 1999

### Alegorie XX wieku
Centomirski stworzył ponad tysiąc prac, w tym dziesiątki cyklów obrazów poświęconych ważnym wydarzeniom w historii narodu polskiego XX wieku. W ostatnim okresie skoncentrował się na nowych cyklach, takich jak „Alegorie XX wieku”, wśród których znajdują się „Alegorie pór roku”, „Alegorie Wszechświata” oraz „Alegorie Sztuki”, odnoszące się do współczesności naszego kraju. W tych pracach odbija się wszystko, co kojarzyło się artyście z jasnym tłem, kontrastującym z czarnym tłem czasów wojny oraz Syberii, które przez dziesiątki lat dominowały w jego twórczości.
Teraz Centomirski korzystał z jasnych, radosnych kolorów, wprowadzając zupełnie nową tematykę, która świadczyła o całkowitej zmianie jego widzenia świata. Obrazy „Wiosna”, „Lato” i obfita w owoce „Jesień” malowane były w stylu ikon – o ile można mówić o „świeckich” ikonach. To ciekawe połączenie tradycji i konwencji sztuki Zachodu i Wschodu harmonijnie łączy się w twórczości Centomirskiego. Madonny przestały mieć smutne oczy, coraz bardziej upodabniały się do współczesnych kobiet.

### Prace Centomirskiego znajdują się w zbiorach muzealnych
- Muzeum Narodowe, Warszawa.
- Muzeum Niepodległości, Warszawa.
- Muzeum im. Jana Pawła II, Warszawa.
- Muzeum Wojska Polskiego, Warszawa.
- Muzeum Katynia, Warszawa.
- Muzeum Powstania Warszawskiego. /Oddział Muzeum Historycznego/, Warszawa.
- Dom Polonii, Warszawa.
- Muzeum Sztuki, Łódź.
- Muzeum Kinematografii, Łódź.
- Pałac Sztuki, Kraków.
- Państwowy Muzeum Martyrologii
- na Majdanku, Lublin.
- Muzeum Decyzjalne w Płocku.
- Państwowy Rosyjskie Muzeum.
- Historyczne, Moskwa.
- Państwowy Muzeum Wschodu, Moskwa.
- Muzeum Adama Mickiewicza, Paryż.
- Muzeum Domu Polskich Kombatantów, Paryż.
- Polska Misja Katolicka, Paryż.
- Biblioteka Polska, Paryż.
- Muzeum Grafiki, Moskwa.
- Muzeum Kina, Moskwa.
- Muzeum Miasta, Moskwa.
- Państwowy Muzeum Politechniczne, Moskwa.
- Muzeum Andrzeja Sacharowa, Moskwa.
- Państwowy Muzeum Lwa Tołstoja, Moskwa.
- Muzeum Stowarzyszenie „Memoriał”, Moskwa.
- Państwowa Rosyjska Biblioteka, Moskwa.
- Państwowe Muzeum Sztuki, Niżnij Tagił.
- Muzeum Miasta, Krasnowodsk.

Oraz w innych państwowych instytucjach i prywatnych kolekcjach Europy, Azji, Ameryki.

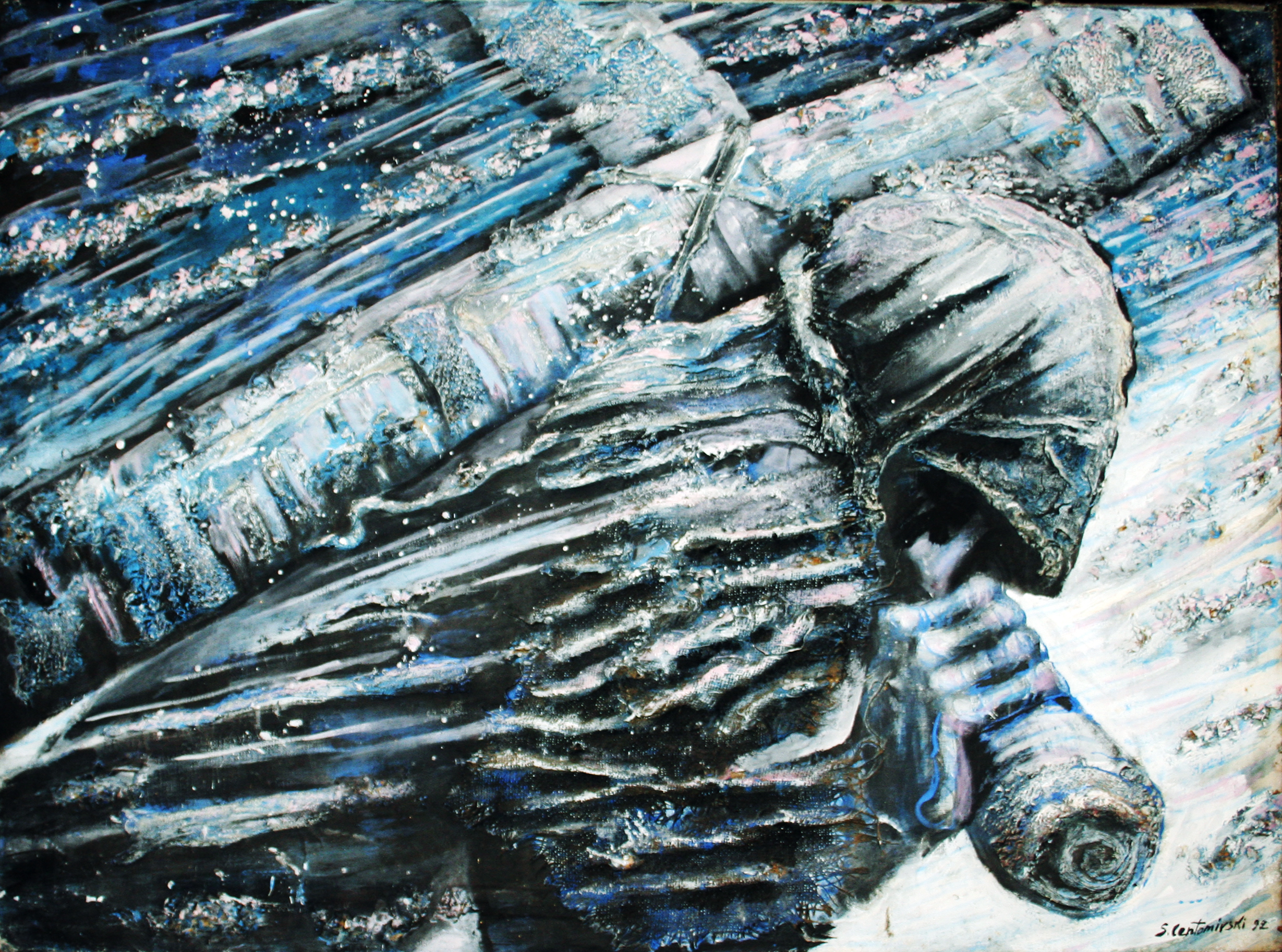
Matczyny krzyż, 1992

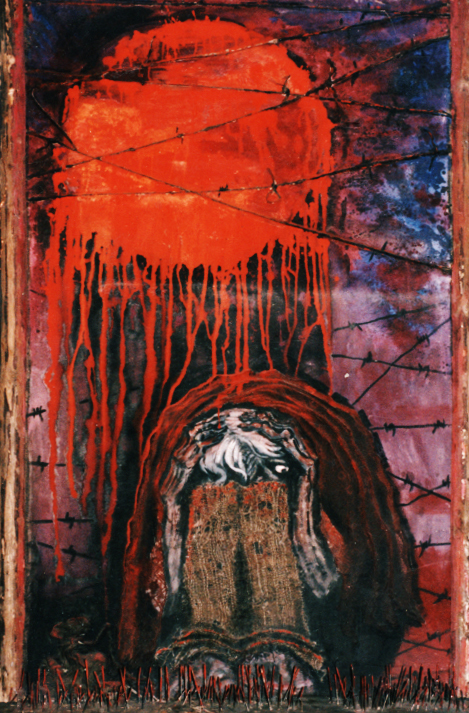
Dni i noce Matki, 1987

### Najważniejsze wystawy indywidualne
- Dolny kościół Miłosierdzia Bożego, Warszawa
- Kościół Świętego Krzyża, Zakopane
- Muzeum Kinematografii, wystawa retrospek., Łódź
- „Galeria na Kole”, Warszawa
- Pałac Sztuki, wystawa retrospektywna, Kraków
- Kościół Bł. Jadwigi, Kraków
- Studio Polskiej Telewizji, Warszawa
- Kościół św. Norberta, Kraków
- Kościół św. Brata Alberta, Kraków
- Sala sesji Urzędu Dzielnicy Wola,
- Dolny kościół Miłosierdzia Bożego, Warszawa
- Kościół Świętego Krzyża, Zakopane
- Muzeum Kinematografii, wystawa retrospek., Łódź
- „Galeria na Kole”, Warszawa
- Pałac Sztuki, wystawa retrospektywna, Kraków
- Kościół Bł. Jadwigi, Kraków
- Studio Polskiej Telewizji, Warszawa
- Kościół św. Norberta, Kraków
- Kościół św. Brata Alberta, Kraków
- Dom Polskich Kombatantów, Paryż
- Misja Katolicka we Francji, Paryż
- Galeria Teres de L 'Est, Paryż
- Dom Kultury WAT, Warszawa
- Parafia Kościoła Miłosierdzia Bożego, Warszawa
- Dom Kultury Nauczyciela na Woli, Warszawa
- Muzeum Woli, Warszawa
- Klub Inteligencji Katolickiej, Warszawa
- Kościół Miłosierdzia Bożego, Warszawa
- Muzeum Niepodległości, wystawa jub., Warszawa
- Dolny Kościół Świętego Krzyża, Warszawa
- Muzeum Decezjalny, „Co nam zostało z tych lat” Płock
- Teatr Trystan Bernard, wystawa „wschód-zachód”, Paryż
- Parafia Kościóła Miłosierdzia Bożego, Warszawa
- Kompleks ILMET, Warszawa
- Katedra Polowa, wystawa poświęcona Katyni, Warszawa
- Salon Saska 101, wystawa Milenium, Warszawa
- Dom Kultury, „Akwarel, grafika”, Marki
- Kompleks „Kolmet”, Warszawa
- Galeria Domu Artysty Plastyka, „Madonny XX wieku” wystawa z okazji 50-lecia twórczości, Warszawa
- Sala Sesji Urzędu Dzielnicy Wola, „Madonny i Alegorie” Warszawa
- Kompleks Wierzy „Kolmeks” Warszawa
- Dom Polonii, wystawa „Alegorie XXI wieku”, Warszawa
- Klub Artysty, Feniks, Warszawa
- Impreza „Mironalia” na ulice Tarczyńskiej, Warszawa
- Hotel Sofitel Victoria, Warszawa
- Wystawa VIII Światowa Konferencja Gospodarcza Polonii, Warszawa

### Produkcje telewizyjne
- Stanisław Pater, „Moskwa czeka”, TV Wrocław, 16.10.1990 r.
- Maciej Kocum, „Wystawa Przetrwali”, TVP, 24.09.1990 r.
- Wojciech Zieliński, Kazimierz Dąbrowski-Naldek, „Wystawa Jesteśmy”, TVP, 9.09.1991 r.
- Stanisław Pater, „Długa droga”, TV Wrocław, 12.05.1991 r.
- Andrzej Tortensen, „Mój ciężki krzyż”, TV Rosja pr. II, 08.1992 r.
- Jarosław Kamiński, „Nasi w kręgu nas”, TVP1, 21.01.1993 r.
- Artur Janicki, „Oto dom mój”, TV Kraków, 2.04.1994 r.[51]
- Marzena Szczepkowska, „Powroty”, TV Polonia, 27.09.1995 r., 1.02.1996 r.
- Ewa Urbańska-Lewandowska, „Polsko szedłem do Ciebie 200 lat”, TVP1, 26.06.2022 r[52].

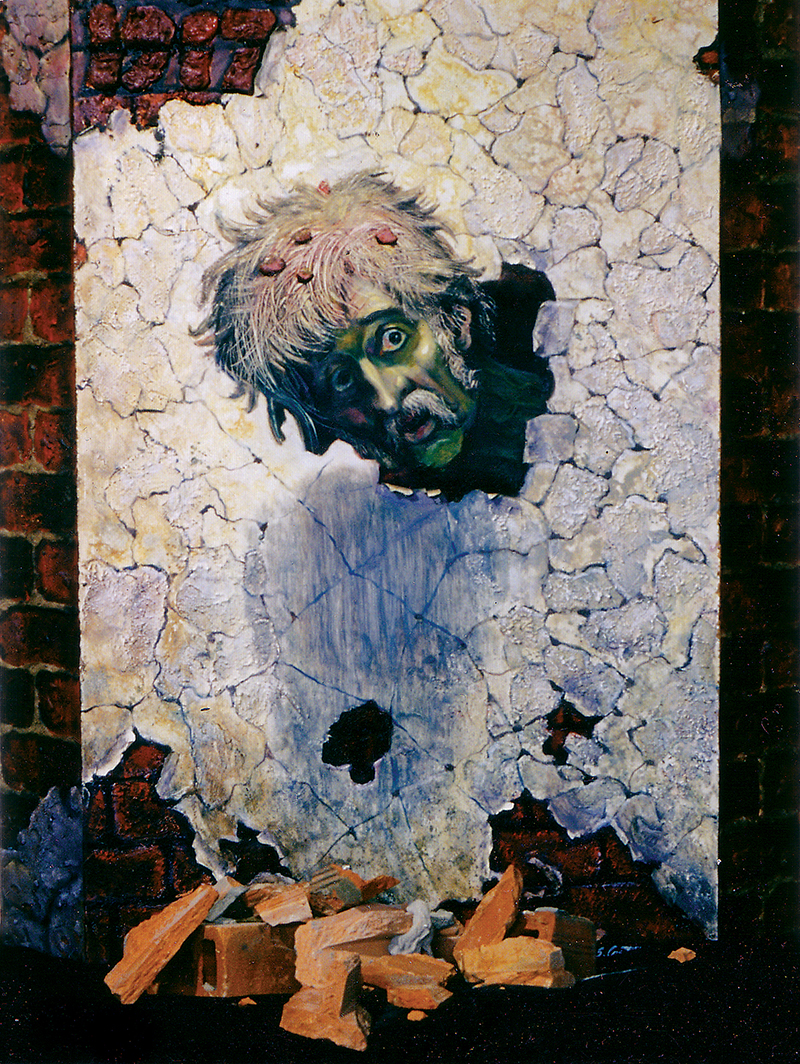
Autoportret. Mur radziecki, 1999

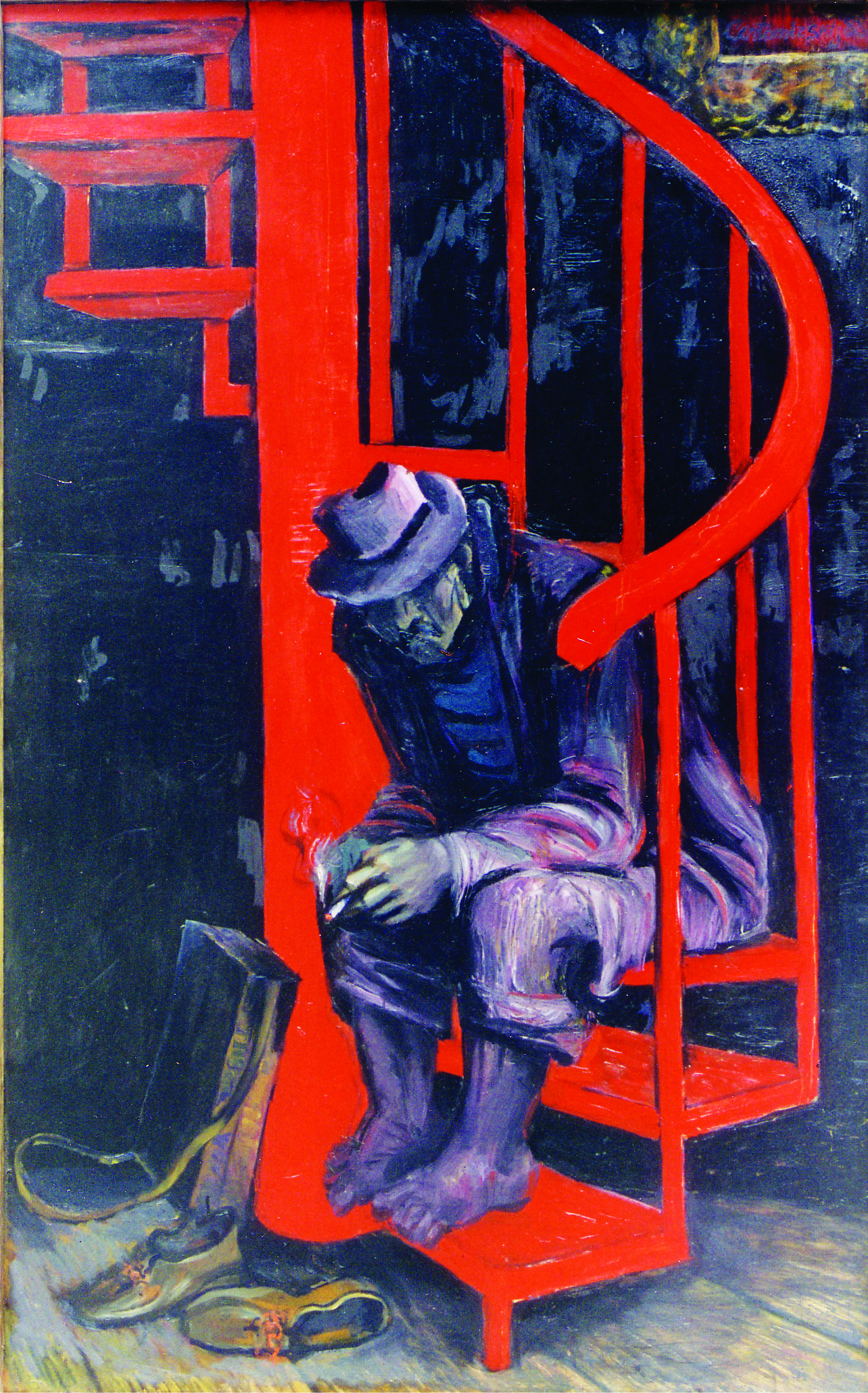
Autoportret. Ostatni stopień

## Nagrody
Otrzymał nagrody od miast: Warszawy (1993 r., 1995 r.), Zakopanego (1993 r.), Krakowa (1994 r.). Jest m.in. kawalerem Orderu „Polonia Mater Nostra Est” za szczególne zasługi dla Narodu i Państwa Polskiego (1996 r.), twórczym stypendystą Ministerstwa Kultury i Sztuki w latach 1998 oraz 2006.
Stefan Centomirski aktywnie uczestniczył w życiu społecznym: był Prezesem Klubu Seniorów OW ZPAP, stałym członkiem Komisji Kultury Zarządu Dzielnicy Wola Warszawa-Centrum, gdzie mieszkał i tworzył.
Spoczywa na Cmentarzu Wojskowym na Warszawskich Powązkach przy Kwaterze Sybiraków.

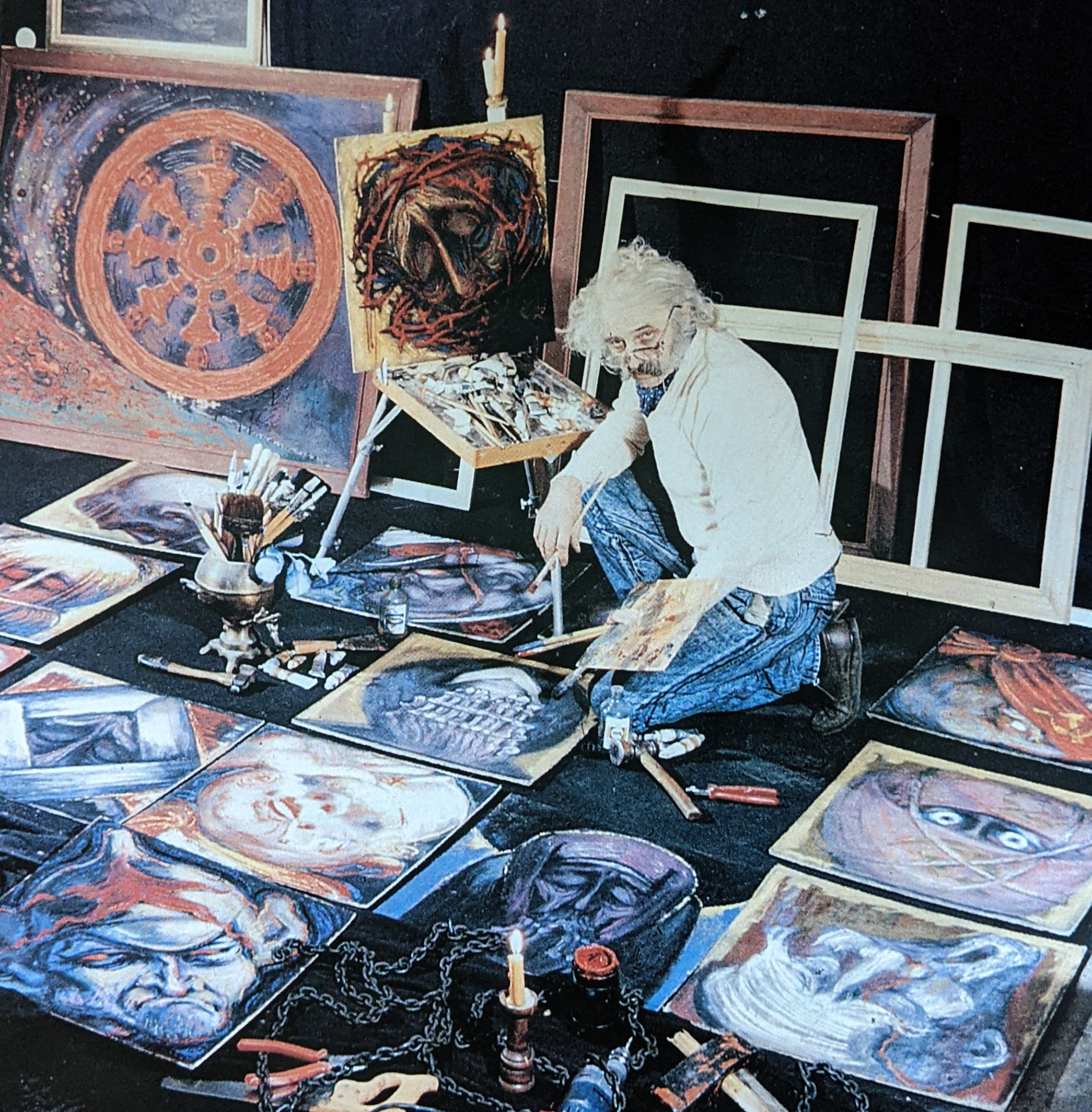
Stefan Centomirski Sybirak